# Răuțel, Fălești
Răuțel este un sat din raionul Fălești, Republica Moldova. Satul se află la o distanță de 19 km față de centrul raional Fălești, 9 km de centrul municipiului Bălți și 134 de capitala țării Chișinău. Se învecinează cu comunele Pîrlița, Natalievca, Mărăndeni,  Hiliuți (toate din raionul Fălești) și municipiul Bălți.

## Geografie
Răuțel este amplasat pe malul stâng al râului omonim, de la care și provine denumirea satului. Moșia este situată în Câmpia Bălțului, teritoriul localității reprezintă un versant domol cu înclinația de 4-7 grade. Versanții drepți sunt abrupți cu înălțimea absolută până la 183,6 m deasupra nivelului mării. Profilul geologic este redat de nisipuri, marnă acoperite cu o cuvertură de roci argiloase și luturi lessoide. Răuțelul se află într-o zonă cu seismicitatea maximă posibilă până la 7°. Pe teritoriul satului predomină solurile cernoziomice tipice moderat humifere. În lunca râului s-au depus solurile hidromorfe aluviale tipice.
Rețeaua hidrografică este include râul Răuțel și 2 pâraie. Râul Răuțel traversează localitatea de la vest la est pe o distanță de circa 5 km. Lățimea râului la intrare în sat este de 6 m și se mărește până la 10–11 m, adâncimea 0,1–1 m. În timpul viiturilor în lunca râului se formează mlaștini și bălți. Apa râului se caracterizează prin conținut sporit de săruri. Scurgerea medie anuală constituie 30–40 mm/an.
Clima este de tip temperat continentală, cu veri calde și ierni blânde. Temperatura medie a lunii iulie este de +20 °C, a lunii ianuarie de -4. Predomină vânturile nord-vestice care contribuie la formarea climei în special, vara și toamna. Acestea aduc cele mai mari cantități de precipitații. Vânturile nordice provoacă răcirea vremii, apariția viscolului, chiciurei, poleiului. Vânturile sudice și sud-estice cauzează creșterea temperaturii și apariția caniculei. Cantitatea medie a precipitațiilor este de 500–550 mm anual, în perioada vegetației active suma precipitațiilor constituie 360–380 mm.
Fauna și flora sunt dominate de specii de stepă. Cele mai răspândite animale sunt: iepurele de câmp, țistarul, cârtița, vulpea, rozătoare etc.; dintre păsări: pițigoiul, cucului, ciocârlia, graurul ș.a. Cea mai mare parte a teritoriul a fost valorificată, însă pe versantul drept al râului Răuțel se întâlnește vegetația de pajiști și au fost plantate fâșii silvice. Arboretul este reprezentat de arțar american, salcâm, plop, ulm etc. În luncile inundabile sunt răspândite rogozul, stufului, pipirigul etc.

## Istoric
În satul Răuțel sunt amplasate 6 situri arheologice, inclusiv: 2 movile funerare 2 așezări Sântana de Mureș-Cernjachov și 2 mezolitice.
Cele mai vechi mărturii ale existenței oamenilor pe teritoriul satului sunt cele două stațiuni mezolitice (mileniile VII-VI) - Răuțel III și Răuțel IV. Acestea au fost descoperite și cercetate în anii 2007-2008, pe locul vetrelor s-au găsit diverse așchii, lamele și alte obiecte din silex. Ambele stațiuni sunt amplasate pe malul drept al râului Răuțel. Locuitorii se ocupau cu cultivarea pământului, creșterea animalelor, în special a vitelor, practicau diverse meșteșuguri: confecționarea uneltelor de muncă și vânătoare, a vaselor din argilă ș.a.
În perioada romană, sec. II-IV, au existat alte două așezări umane (denumite Răuțel I și Răuțel II), aparținând culturii Sântana de Mureș-Cerneahov. Așezarea Răuțel I se află în partea de sud al satului actual, pe malul drept al Răuțelului, la confluența unui pârâu cu acesta. Stațiunea Răuțel II este situată în partea de nord-est a localității, pe malul drept al unui pârâu. Principala îndeletnicire a populației constituia agricultura și meșteșugăritul.
Una dintre movile este situat la 200 m de cimitir, are o înălțime de 4 m și un diametru de 30 m. Cea de a doua se afla lângă biserică, supranumită de localnici corespunzător - „movila de lângă biserică”, ulterior a fost nivelată. Movilele sunt dovezi a perindării popoarelor nomade pe aceste meleaguri.
Data apariției așezării este confuză. Conform Dicționarul Statistic al Basarabei satul a fost întemeiat în 1919 de bejenarii veniți din ținutul Hotin, de lângă Noua Suliță,  (în 2000 s-a înălțat un monument „întemeietorilor”satului).
Alte surse indică că localitatea a fost întemeiată în anii 1865-1867. Apoi numele satului apare în unele documente și publicații și hărți din secolul al XIX-lea.
În anul 1876 apoi și în 1892 pentru prima dată sunt menționate nume ale proprietarilor de pământ H. Focșonean care deținea 1287 de deseatine și S. Popovici - 2030 deseatine. Într-o publicație veterinară a Basarabiei, apărută 1894 se indică că în Răuțel erau 326 de vite cornute mari. În 1895 printre proprietari sunt consemnați Carabet și Agop, iar în 1896 sătenii aveau și 180 de porcine.
La începutul secolului XX făcea parte din volostea Slobozia-Bălți. Pe atunci Răuțel era un cătun din 19 case, cu o populație de 72 persoane, țărani români. Proprietarii Focșeneanu poseda 1287 desetine, iar Popovici, 2030 desetine. Între anii 1914 și 1917 la marginea satului este construită linia ferată Bălți-Ungheni.
La 27 martie 1918 Sfatul Țării votează unirea Basarabiei cu România după care se efectuează reforma agrară. În 1923 în Răuțel erau 134 de clădiri și 340 de locuitori (190 de bărbați și 150 femei) activau primări, stație de cale ferată, oficiu poștal. Anuarul din 1924 menționează că primar al satului era Cuciuc Ignat și notar - Logan Axentie. În același an cei mai mari proprietari de moșii sunt Popovici Agapie (110 ha), Popovici Agostina (100 ha), Popovici Nina (100 ha) și Popovici Șt. Pitchis (110 ha). Datorită migrației numărul locuitori se mărește rapid, ajungând la recensământul din 1930 la 870 de persoane: români - 670 pers.; ruși - 244 pers.; poloni - 5 pers.; evrei - 5 pers. și armeni - 4 pers. Ca limbă maternă 561 de oameni au declarat limba română; 62 de persoane - limba rusă și 12 oameni au declarat limba idiș.
Activitatea economică era reprezentată de 1 moară de vânt (deținută de Ignațiu Cuciu), 1 treierătoare (Teodor Chircă), agriculturi. Maria Hagiu (75 ha) și Cristea Negruș (100 ha).
În perioada sovietică în Răuțel se afla o brigadă de câmp, ferme de păsări, de vite, de porcine ale colhozului „Prietenia” (cu sediul la Pîrlița, Fălești). În sat funcționa o școală medie, club cu instalație de cinematograf, bibliotecă, punct medical, ateliere de deservire socială, oficiu poștal, magazine, creșă, grădiniță.
În 1995 primarul satul devine Tudor Prodan. La alegerile locale generale din 3 iunie 2007 aceeași persoană a acumulat circa 1,6 mii voturi. În vara anului 2008 Tudor Prodan decedează și la finele aceluiași s-au realizat alegeri locale noi. Alegerile s-au desfășurat în două tururi deoarece nimeni din candidați nu a obținut peste 50 la sută din voturi în primul tur. Primul tur a avut loc la 16 noiembrie 2008, arata de participare de 59,09 la sută (din 2870 de alegători înscriși în listă). Candidații la funcția de primar: Sicora Victor din partea Partidului Democrat din Moldova a obținut 220 voturi; Ivanov Octavian din partea Partidului Social Democrat - 469 voturi; Postolachi Ion din partea Partidului Comuniștilor din Republica Moldova - 762 voturi; Ungureanu Ion, candidat independent, - 48 voturi și Slivciuc Eduard, din partea Partidului Popular Creștin Democrat 192 voturi valabil exprimate.. Turul doi s-a desfășurat la 30 noiembrie 2008, au 57,62% de alegători. Turul doi a fost câștigat de către Postolachi Ion (PCRM) a obținut 986 voturi (60,67%), cu 320 mai mult decât Ivanov Octavian (PSD).

## Populație
În 2004 populația localității constituia 4090 persoane, inclusiv 1983 de bărbați și 2107 - femei, fiind una dintre cele mai mari localități după populație din raionul Fălești. Structura etnică a populației arată astfel: români - 3729 persoane, ucraineni - 244 persoane, ruși - 92 persoane, un polonez, doi rromi și 16 persoane de alte etnii.
| Componența etnică a populației |
| --- |
| · 1930 Români (69,7%) Ucraineni (28,04%) Alte etnii (2,26%) · 1949 Români (72,99%) Ucraineni (26,16%) Alte etnii (0,85%) · 1989 Români (83,45%) Ucraineni (12,5%) Ruși (3,16%) Alte etnii (0,89%) · 2004 Români (91,17%) Ucraineni (5,97%) Ruși (2,25%) Alte etnii (0,61%) |

| An   | Populație |
| ---- | --------- |
| 1923 | 540       |
| 1930 | 870       |
| 1940 | 1.211     |
| 1940 | 1.146     |
| 1989 | 3.758     |
| 2004 | 4.090     |
| 2014 | 3.860     |

Fenomenul migrației s-a manifestat în Răuțel mai târziu, în comparație cu alte localități rurale din țară. Un val masiv de migrație a început odată cu reducerea locurilor de muncă din Bălți, unde erau angajați o mare parte din localnici.

## Administrație și politică
Componența Consiliului local Răuțel (13 consilieri), ales la 5 noiembrie 2023, este următoarea:
|  | Partid                                       | Consilieri | Componență | Componență | Componență | Componență | Componență | Componență | Componență |
|  | -------------------------------------------- | ---------- | ---------- | ---------- | ---------- | ---------- | ---------- | ---------- | ---------- |
|  | Partidul Acțiune și Solidaritate             | 7          |            |            |            |            |            |            |            |
|  | Partidul Nostru                              | 3          |            |            |            |            |            |            |            |
|  | Partidul Socialiștilor din Republica Moldova | 2          |            |            |            |            |            |            |            |
|  | Partidul Social Democrat European            | 1          |            |            |            |            |            |            |            |

## Social
În 2004 existau 1232 de gospodării casnice, mărimea medie a unei gospodării fiind de 3,3 persoane.
Prima școală în satul Răuțel a fost deschisă în 1934 într-o casă mică. Ulterior a fost transferată într-o 
altă clădire care nu s-a păstrat. În prezent în sat funcționează Liceul Teoretic „Alexei Mateevici” amplasat într-o clădire edificată în anii ’40, ulterior i s-a alipită o anexă construită în 1971. În prezent instituția dispune de două blocuri, situate la o distanță de jumătate de kilometru unul de altul. În cadrul liceul activează Asociația Părinților și Pedagogilor (APP) „Răuțel”, înființată în 2005 și gestionată de profesoară de educația tehnologică Veronica Muruzuc. Datorită acesteia s-a reușit să se implementeze cu succes câteva proiecte, printre care asigurarea cu hrană a elevilor, procurarea veselei și a unui frigider, materialelor didactice pentru cabinetele de biologie, ﬁzică și chimie, procurarea mobilierului pentru câteva săli de clasă, reînnoirea clasei de informatică ș.a. Numărul elevilor este circa 550 persoane.
În domeniul educației preșcolare funcționează grădinița-creșă „Ghiocel” din 1975. Instituția dispune de 120 de locuri, dar numărul copiilor care frecventează grădinița este mult mai mare. La grădiniță activează circa 28 de angajați, inclusiv 12 cadre didactice.
Satul Răuțel este cunoscut prin tradițiile sale, aduse din Bucovina. În special, formația locală „Sălcioară” este cea care păstrează melodia și cuvintele cântecelor. În timpul sărbătorilor de iarnă, la Răuțel poți vedea o veritabilă Bandă a lui Joian, Irodul, Capra, Căluțul, Ursul – obiceiuri bucovinene.
Localitatea este gaziﬁcată integral, iar numărul posturilor de telefoane în 2008 se cifra la 1300.

## Economie
Principala ramură a economie este agricultura. Mulți locuitori muncesc peste hotare. Țăranii din Răuțel sunt preocupați de cultivarea legumelor în sere, de creșterea vitelor și oilor.
Pe teritoriul satului activează două uzine și circa 20 de agenți economici. SA „Fabrica de prelucrare a semințelor de porumb din Răuțel” este cel mai mare agent economic din Răuțel și una dintre cele mai mari fabrici din acest domeniu din republică. Randamentul acesteia este apreciat la producerea a 10000 tone semințe/ab. În gestiunea fabricii sunt câteva zeci de hectare și are până la o sută de angajați. La Stația mecanizată de cale ferată nr. 294 „Răuțel” muncesc 102 persoane, în 2002 a fost dată în exploatare secția de sudare a șinelor. SRL „DanVicService” și ÎI „PaVicDan” activează în domeniul comerțului, producerii geamurilor termopan și telecomunicațiilor. Pe teritoriul satului este amplasată o uzină de producere a mixturilor asfaltice, proprietarul fiind S.A. „Drumuri-Bălți”.

## Personalități
- Vadim Vacarciuc - halterofil, participant la jocurile olimpice.

## Legături externe
- Pagina web a Liceului Teoretic ”Alexei Mateevici”
- Virgil Bogonovschi. Drapelul Publika TV a ajuns în satul cu șase maeștri în sport. Tricolorul este arborat și la Răuțel Arhivat în 12 martie 2013, la Wayback Machine.. Publika TV, 14 august 2012.
- „Omului nu trebuie să-i dai peștele, dar undița”. Interviu cu Tudor Istrati, primarul satului Răuțel, raionul Fălești. Ziarul de Gardă, 21 aprilie 2023.